# Nordmarkens pastorat
Nordmarkens pastorat är ett pastorat i Västra Värmlands kontrakt i Karlstads stift som omfattar hela Årjängs kommun i Värmlands län. 
Pastoratet bildades 2014 genom sammanläggning av pastoraten:
- Silbodals pastorat
- Silleruds pastorat
- Holmedal-Karlanda pastorat
- Töcksmarks pastorat

Pastoratet består av följande församlingar:
- Silbodals församling
- Töcksmarks församling
- Holmedal-Karlanda församling
- Silleruds församling
- Blomskogs församling
- Östervallskogs församling
- Västra Fågelviks församling
- Trankils församling

Pastoratskod är 090610.